# Monstera subpinnata
Monstera subpinnata är en kallaväxtart som först beskrevs av Heinrich Wilhelm Schott, och fick sitt nu gällande namn av Adolf Engler. Monstera subpinnata ingår i släktet Monstera och familjen kallaväxter. Inga underarter finns listade.